# Viana de Duero
Pour les articles homonymes, voir Viana.
Viana de Duero est une commune espagnole de la province de Soria en Castille-et-León.